# ایمن چرکاوی
ایمن چرکاوی (انگلیسی: Ayman Cherkaoui؛ زادهٔ) حقوقدان بین‌المللی در قانون تغییر اقلیم، مدیر اجرایی پیمان جهانی سازمان ملل متحد در مراکش و مشاور ارشد تغییرات اقلیمی در مرکز حقوق بین‌المللی توسعه پایدار در مونترال کبک، کانادا است. چرکاوی در سال ۲۰۱۷ به برنامه رهبران نوظهور در محور سیاست برای جنوب جدید، و در سال ۲۰۱۸ به عنوان یکی از رهبران بنیاد اوباما (برنامه آفریقا) معرفی شد.

## تحصیلات
چرکاوی تحصیلات خود را در مقطع کارشناسی و کارشناسی ارشد در مونترال با دریافت لیسانس مهندسی مکانیک از دانشگاه مک گیل و لیسانس حقوق را از دانشکده حقوق دانشگاه مونترال به پایان رساند. او همچنین بعداً مدرک کارشناسی ارشد علوم را از مدرسه تجارت املیون در لیون فرانسه دریافت کرد. علاوه بر این، چرکاوی یک گواهی سازگاری با آب و هوا را از دانشگاه آکسفورد، و یک گواهی مدیریت پایداری کسب و کار از دانشگاه کمبریج را تکمیل کرده است.

## مشاغل حرفه‌ای
چرکاوی به عنوان مشاور ویژه برای تغییرات اقلیمی و مذاکرات وزیر محیط زیست مراکش، مشاور ویژه ریاست کنوانسیون چارچوب سازمان ملل متحد درباره تغییر اقلیم و به عنوان کارشناس تغییرات اقلیمی با شرکت جی‌آی‌زد کار کرده است.
پیش از این، چرکاوی به عنوان مشاور در شرکت چند تخصصی VALYANS، انجمن بین‌المللی حمل و نقل هوایی، و شرکت چند ملیتی ایر لیکوئید کار کرده است.
کار او بر مذاکرات فنی تحت نظارت «کنوانسیون چارچوب سازمان ملل متحد دربارهٔ تغییر اقلیم» و نوآوری‌های قانونی برای حمایت از سازگاری اقلیمی و کاهش آلودگی در کشورهای دارای آب و هوای آسیب‌پذیر متمرکز است.
در حال حاضر ایمن چرکاوی مدیر مرکز بین‌المللی آموزش محیط زیست حسن دوم است.